# Komissar
La comissària (rus: Комиссар, translit. komissar) és una pel·lícula soviètica de 1967 dirigida per Aleksandr Askòldov. El drama bèl·lic s'inspira d'una història curta de l'escriptor Vassili Grossman anomenada Al poble de Berdítxev (В городе Бердичеве, V górode Berditxeve).
La comissària va ser filmada als Estudis de Cinema Gorki i els dos protagonistes principals del film van ser interpretats per Rolan Bíkov i Nonna Mordiokova, ambdós Artistes del Poble de l'URSS.
La pel·lícula va ser prohibida per la sensura soviètica i no va poder veure la llum fins al 1988 quan, amb gran aclamació, va ser presentada a la Berlinale.

## Argument
Durant la Guerra Civil Russa (1918–1922), Klavdia Vavilova, comissària política del revolucionari Exèrcit Roig, es veu obligada a confessar el seu embaràs al comandant del seu regiment. Fins que neixi el seu fill, Vavilova és obligada a restar a la llar dels jueus Magazannik, una pobre família nombrosa amb sis infants.
La tensa convivènica inicial es va relaxant amb la progressiva interacció de Vavilova amb el nou entorn familiar, i la comissària perd a poc a poc les severes maneres pròpies del seu càrrec polític alhora que va esdevenir un membre més de la família. La comissària substitueix el seu uniforme per un vestit casual, es desproveeix de les armes i duu una vida austera rodejada dels valors jueus de la família.
Vavilova dona finalment a la llum després d'un llarg i agònic malson on la comissària visualitza la brutalitat de la guerra i la mort del seu amant i del seu regiment enter.
Mentrestant, l'Exèrcit Blanc ha avançat fins a arribar al poble i, sota l'espetec dels canons, la família jueva i Vavilova amb el nadó es veuen obligats a refugiar-se al soterrani. Sota la pluja de bombes, la comissària té una visió sobre l'extermini jueu durant la Segona Guerra Mundial i l'endemà al matí abandona decidida el soterrani, dona el pit per darrer cop al seu nadó, el qual deixa a la llar jueva, i s'incorpora de nou al seu regiment per a combatre l'Exèrcit Blanc.

## Repartiment
- Nonna Mordyukova: Comissària Vavilova
- Rolan Bíkov: Jefim Magasanik
- Raisa Nedashkovskaia: Maria Magasanik
- Ludmilla Volinskaia: Àvia
- Vasili Shukshin: Comandant
- Otar Koberidse: Kiril